# Per Pallesen
Per Pallesen, född 30 april 1942 i Års, är en dansk skådespelare. Från 1962 till 1966 studerade han vid Aalborg Teaters elevskole.
Pallesen har bland annat medverkat i den danska TV-serien Matador där han spelade servitören på Järnvägsrestaurangen, Boldt.

## Filmografi i urval
- 1973 – Olsen-banden går amok
- 1978 – Mig og Charly
- 1978–1982 – Matador (TV-serie)
- 1979 – Olsen-banden overgiver sig aldrig
- 1980 – Verden er fuld af børn
- 1983 – Med Lill-Klas i kappsäcken
- 1985 – Den kroniska oskulden
- 1992 – Göingehövdingen (TV-serie)
- 2003 – Who's the Greatest
- 2003 – Nissernes Ø

## Teater

### Roller
| År   | Roll  | Produktion         | Regi          | Teater                 |
| ---- | ----- | ------------------ | ------------- | ---------------------- |
| 1986 | Frank | Demoner Lars Norén | Søren Iversen | Aveny-T(da), Köpenhamn |